# ظهور الفتن (إسلام)
ظهور الفتن مسمًى جامع لظهور بعض علامات الساعة الصغرى التي أخبر عنها النبي محمد ﷺ، والفتن ابتلاءات وأحوال قد تحلّ بالنّاس، أفرادً ومجتمعات، وقد ظهرت الفتن في الإسلام منذ عهد الخلفاء الراشدين حيث ارتدت بعض قبائل العرب في عهد أبو بكر الصديق فقام بما يسمى بحروب الردة، أما الفتن التي تركت أثراً في الإسلام فهما فتنتين، فتنة موت عثمان التي تعتبر أول فتنة في الإسلام كما قال حذيفة بن اليمان وموت الحسين التي أدت إلى افتراق بعض المسلمين، وقد ورد في أحاديث نبوية أن فتن آخر الزمان هي الأشد حيث تكون كل فتنة أشد من التي قبلها. وقد أخبر النبي أن من أشراط الساعة ظهور الفتن العظيمة التي يلتبس فيها الحق بالباطل حتى تزلزل الإيمان فيصبح الرجل مؤمنا ويمسي كافرا، ويمسي مؤمنا ويصبح كافرا، كلما ظهرت فتنة قال هذه مهلكتي ثم تنكشف ويظهر غيرها فيقول هذه هذه، ولا تزال الفتن تظهر في الناس إلى أن تقوم الساعة. فكثرة ظهور الفتن بأنواعها هي من أشراط الساعة التي بدأت تتضح في هذا الزمان وأصبح الأمر محاطا بأنواع الفتن منها فتنة النظر الحرام من خلال ما يعرض في القنوات الفضائية والمجلات ومواقع الأنترنيت، وما يتناقله الناس من صور ومقاطع الفيديو المحرمة عبر الهواتف والحواسب وغيرها، وفتنة المال الحرام كأموال الربا والرشاوي وبيع البضائع والملابس المحرمة فآكل المال الحرام لا يستجيب الله دعاءه،  وفتنة اللباس الحرام سواءاً من الرجال أو النساء وكثرة  وقوع الناس في الفتن حتى يصير متجنبها والهارب منها غريباً بين الناس.

## روايات عن ظهور الفتن
عن أبي هريرة عن النبي ﷺ قال: «يتقارب الزمان وينقص العمل ويُلقى الشُّح وتظهر الفتن ويكثر الهرج، قالوا يا رسول الله أيُّم هو. قال:القتل القتل».
وعن حذيفة بن اليمان قال: «والله إني لأعلم الناس بكّل فِتنة هي كائنة فيما بيني وبين الساعة، وما بي إلا أن يكون رسول الله ﷺ أسّر إليّ في ذلك شيئا لم يُحدّثه غيري، ولكن رسول الله ﷺ قال وهو يُحدّث مجلسًا أنا فيه عن الفتن، فقال ﷺ وهو يعُدّ الفتن: منهنّ ثلاثٌ لا يكدن يذرن شيئا، ومنهنّ فتن كرياح الصيف منها صغار ومنها كبار»، فقال حذيفة: «فذهب أولئك الرهط كلهم غيري».
وعن أبي هريرة رضي الله عنه أن رسول الله ﷺ قال :(( بادروا بالأعمال فتنا كقطع الليل المظلم يصبح الرجل مؤمنا ويمسي كافرا أويمسي مؤمنا ويصبح كافرا يبيع دينه بعرض من الدنيا)). ومعنى الحديث الحث إلى المبادرة على الأعمال الصالحة قبل تعذرها والاشتغال عنها بما يحدث من الفتن الشاغلة المتكاثرة المتراكمة كتراكم قطع الليل المظلم لا القمر، ووصف ﷺ نوعا من شدائد تلك الفتن وهو أن يمسي مؤمنا ويصبح كافرا أو عكسه وهذا لعظم تلك الفتن ينقلب المؤمن في اليوم الواحد هذا الانقلاب.
وعن أبي سعيد الخدري رضي الله عنه قال: قال رسول الله ﷺ ((يوشك أن يكون خير مال المسلم غنما يتبع بها شعف الجبال ومواقع القطر يفر بدينه من الفتن)).
وعن كرز بن علقمة قال قال أعرابي يا رسول الله هل للإسلام من منتهى فقال (( نعم أيما أهل بيت من العرب والعجم أراد الله بهم خيرا أدخل عليهم الإسلام ثم تقع الفتن كأنها الظلل))
وعن عمرو بن تغلب قال قال رسول الله ﷺ (( ان من اشراط الساعة ان يفيض المال ويكثر الجهل وتظهر الفتن وتفشو التجارة

## ظهور النساء الكاسيات العاريات
وردت أحاديث عنهن فعن أبي هريرة قال قال رسول الله ﷺ: ((صنفان من أهل النار لم أرهما بعد : رجال معهم سياط كأذناب البقر يضربون بها الناس، ونساء كاسيات عاريات مائلات مميلات على رؤوسهن كأسنمة البخت المائلة، لا يدخلن الجنة ولا يجد ريحها، وإن ريحها ليوجد من مسيرة كذا وكذا))
فهي علامة غيبية أخبر النبي أنها ستحدث بعده وليس في زمنه وهي ضمن الفتن التي ظهرت بانتشار العري فأما الكاسيات العاريات فهو جمع بين الكسو والعري أي بينهم كأن ترتدي المرأة لباس شفافا أو يغطي جزء من العورة فقط فبذلك تكون المرأة بينهما.

## تجنب الفتن عند ظهورها
هناك عدة أمور يفعلها المسلم لتجنب الفتن والهرب منها ، ومن تلك الأمور تعلم دين الله وكف اللسان وعدم السعي في الفتن، وقد وردت أحاديث تبين كيفية التعامل معها عند ظهورها. وقد صنف العلماء كتبا في ذلك، فمن تركها نجا مخافة الله وتعظيما له أورثه الله إيمانا يجد حلاوته في قلبه، فعن أم مالك البهزية قالت ذكر رسول الله فتنة فقربها قالت: قلت يا رسول الله من خير الناس فيها قال ((رجل في ماشيته يؤدي حقها ويعبد ربه ورجل آخذ برأس فرسه يخيف العدو ويخيفونه)).
يقول ابن الجوزي: 
.